# Wulka
Die Wulka (ungarisch und kroatisch: Vulka; alt-ungarisch: Seleg) ist ein Fluss im Nordburgenland in Österreich. Die Wulkaquelle, auch Dreikönigsbründl bezeichnet, liegt unterhalb des Heubergs im Rosaliengebirge bei Forchtenstein. Der Fluss mündet in den Neusiedler See. Die Fließlänge bis zu ihrer Mündung im Wulkadelta beträgt rund 38 km (bzw. rund 44 km mit dem Marzer Bach); der mittlere Wassereintrag in den Neusiedler See liegt bei 1,2 m³/s.

## Geografie
Das Wulkatal und die Wulkaebene erstrecken sich zwischen der Zillingdorfer Platte und dem Leithagebirge im Norden, dem Rosaliengebirge im Westen und dem Ruster Höhenzug im Osten. 
Die Wulka mündet zunächst in einem schwer zugänglichen, teilweise dicht bewaldeten Binnendelta in den Schilfgürtel des Neusiedler Sees und fächert sich in weiterer Folge im Schilfwald auf. Der Großteil des Wulkawassers sammelt sich später wieder in einem Schilfkanal und fließt über weitere ca. 4 km in den offenen See ab. Der von Menschenhand unberührte Au- bzw. „Schilfurwald“ im Mündungsbereich stellt ein Naturjuwel der besonderen Art dar. 

### Nebenbäche
Die wichtigsten Nebenbäche der Wulka sind:
- Heidbach, von rechts nach Forchtenstein
- Geißgrabenbach, von links vor Mattersburg
- Marzer Bach, von rechts nach Mattersburg
- Hirmer Bach, von links bei Wulkaprodersdorf
- Nodbach, von rechts bei Oslip
- Eisbach, von links bei Schützen am Gebirge

### Wirtschaft
Im Wulkatal werden vor allem Obst, Getreide, Mais, Raps, Zuckerrüben und teilweise Wein angebaut. Im Einzugsgebiet des Flusses befinden sich der Naturpark Rosalia-Kogelberg und der Naturpark Neusiedler See - Leithagebirge. Als Attraktion gibt es Bootsfahrten in den Mündungsbereich bei Donnerskirchen. 

## Name
Die Bezeichnung „Wulka“ leitet sich vom slawischen „vlkava“ ab und bedeutet so viel wie „Wolfsbach“. Die alt-ungarische Bezeichnung "Seleg" könnte sich von "szil ügy" her leiten, was als "Ulmen-Wasser" bzw. "Rustenbach" übersetzt werden kann.